# Jacques Demy
Jacques Demy (født 5. juni 1931, død 27. oktober 1990) var en fransk filminstruktør af den Nye bølge.
Han var gift med Agnès Varda.

## Filmografi
Udvalgte film af Jacques Demy:
- Lola (1961)
- Englebugten (La Baie des Anges, 1962)
- Pigen med paraplyerne (Les parapluies de Cherbourg, 1964 – vinder af den Gyldne Palme samme år)
- Pigerne fra Rochefort (Les demoiselles de Rochefort, 1967)
- Fotomodellen Lola (Model Shop, 1969)
- Et værelse i byen (Une chambre en ville, 1982)